# Inge Verheyen
Inge Verheyen is een gastpersonage uit de soap Thuis dat gespeeld werd door Kim Nelis in 2008.

## Fictieve biografie
Inge komt op een dag plots Peter (waarmee ze nog officieel samen mee is) opzoeken. Ze wil scheiden van hem, maar ze ziet weer in waarom ze met Peter was vroeger en wil zo toch niet scheiden. Wanneer Sofie (waarmee Peter nu mee is) vragen begint te stellen, liegt Inge dat hij nog iets voor haar voelt. Sofie gelooft haar en maakt het uit met Peter. Maar Peter kan Sofie weer overtuigen om terug te komen en ze beginnen weer een relatie. Peter kan echter de papieren voor de scheiding niet tekenen en Sofie gelooft dat Peter Inge toch nog graag ziet. Wanneer Inge zegt tegen Sofie dat ze met elkaar geslapen hebben, is het voor Sofie te veel. Op de dag van de trouw van haar broer vertrekt ze en belt ze Mike op. Een dag later tekent Peter de scheidingspapieren en zo zijn Peter en Inge toch gescheiden. Daarna verlaat Inge de serie.